# Tučňáci: Příběh o ptácích, kteří chtěli být rybami
Tučňáci: Příběh o ptácích, kteří chtěli být rybami (Penguins: The Story of the Birds that Wanted to be Fish) je španělský dokumentární film. Pojednává o různých druzích tučňáků a popisuje jejich historii. Premiéru měl v roce 2007. V Česku je vysílán např. na Viasat Nature.